# 하이드록시카복실산 수용체 2
하이드록시카복실산 수용체 2(영어: hydroxycarboxylic acid receptor 2, HCA2)는 사람에서 HCAR2 유전자에 의해 암호화되는 단백질이다. 니아신 수용체 1(영어: niacin receptor 1, NIACR1), G 단백질 연결 수용체 109A(영어: G protein-coupled receptor 109A, GPR109A)라고도 한다. 하이드록시카복실산 수용체 2()는 다른 하이드록시카복실산 수용체인 하이드록시카복실산 수용체 1(HCA1) 및 하이드록시카복실산 수용체 3(HCA3)과 마찬가지로 Gi/o-연결 G 단백질 연결 수용체(GPCR)이다. 하이드록시카복실산 수용체 2(HCA2)의 주요 내인성 작용제는 β-하이드록시뷰티르산 및 뷰티르산(및 이들의 짝염기인 β-하이드록시뷰티르산염 및 뷰티르산염)이다. 하이드록시카복실산 수용체 2(HCA2)는 또한 니아신(일명 니코틴산)에 대한 고친화성 생체분자 표적이다.

## 같이 보기
- 하이드록시카복실산
- 하이드록시카복실산 수용체
- 하이드록시카복실산 수용체 1
- 하이드록시카복실산 수용체 3